# Médaille Karl-Preusker
La médaille Karl-Preusker (en allemand, Karl-Preusker-Medaille)  est une récompense allemande, remise en souvenir de Karl Benjamin Preusker (1786–1871), destinée à reconnaître les mérites culturels des bibliothèques (institutions) et bibliothécaires (individus).

## Présentation
Elle a été remise, entre 1996 et 2009, par la Deutschen Literaturkonferenz (Cercle littéraire allemand) à l'occasion du « jour des bibliothèques ». Depuis 2010, elle est remise par Bibliothek & Information Deutschland.

## Lauréats
- 1996 Peter Härtling
- 1997 Annette Kasper
- 1998 Christa Spangenberg
- 1999 Jürgen Heckel
- 2000 Roswitha Kuhnert
- 2001 Bettina Windau
- 2002 Erich Loest
- 2003 Regina Peeters
- 2004 Angelika Casper
- 2005 Birgit Dankert
- 2006 Paul Raabe
- 2007 Georg P. Salzmann
- 2008 Martin Weskott
- 2009 Marion Schulz
- 2010 Non décerné
- 2011 Horst Köhler
- 2012 Ranga Yogeshwar
- 2013 Bernhard Fabian
- 2014 Thomas Feibel
- 2015 Konrad Umlauf[2]
- 2016 Thomas Beyer
- 2017 Claudia Fabian[3]
- 2018 Allianz der Wissenschaftsorganisationen[4]
- virtuelle Preisverleihung an Wikimedia Deutschland 20202019 Hannelore Vogt

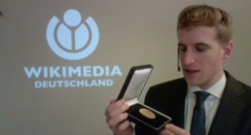
virtuelle Preisverleihung an Wikimedia Deutschland 2020

- 2020 Wikimedia Deutschland[5],[6],[7]
- 2021 Aat Vos[8]

### Sources
1. ↑  « Karl-Preusker-Medaille », sur france3-regions.francetvinfo.fr (consulté le 28 août 2017)
2. ↑  Professor Dr. Konrad Umlauf erhält die Karl-Preusker-Medaille 2015
3. ↑  « Dr. Claudia Fabian erhält die Karl-Preusker-Medaille 2017 »(Archive.org • Wikiwix • Archive.is • Google • Que faire ?), 25 juillet 2017
4. ↑  « Karl-Preusker-Medaille 2018 geht an die Allianz der Wissenschaftsorganisationen », 30 septembre 2018 (consulté le 3 octobre 2018)
5. ↑  (de) Alex Möller, « Wikimedia Deutschland erhält die Karl-Preusker-Medaille 2020 », Wikimedia Deutschland Blog, Wikimedia Deutschland, 9 septembre 2020 (consulté le 10 septembre 2020)
6. ↑  « PRESSEMITTEILUNG: Wikimedia Deutschland e. V. erhält die Karl-Preusker-Medaille 2020 », BID Bibliothek & Information Deutschland (consulté le 20 octobre 2020)
7. ↑  Wikimedia Deutschland e. V. erhält die Karl-Preusker-Medaille 2020. In: Bibliotheksdienst, Bd. 54 (2020), Heft 12, S. 862–864.
8. ↑  « PRESSEMITTEILUNG: Aat Vos erhält die Karl-Preusker-Medaille 2021 », BID Bibliothek & Information Deutschland (consulté le 20 septembre 2020)